# Irsch (bei Saarburg)

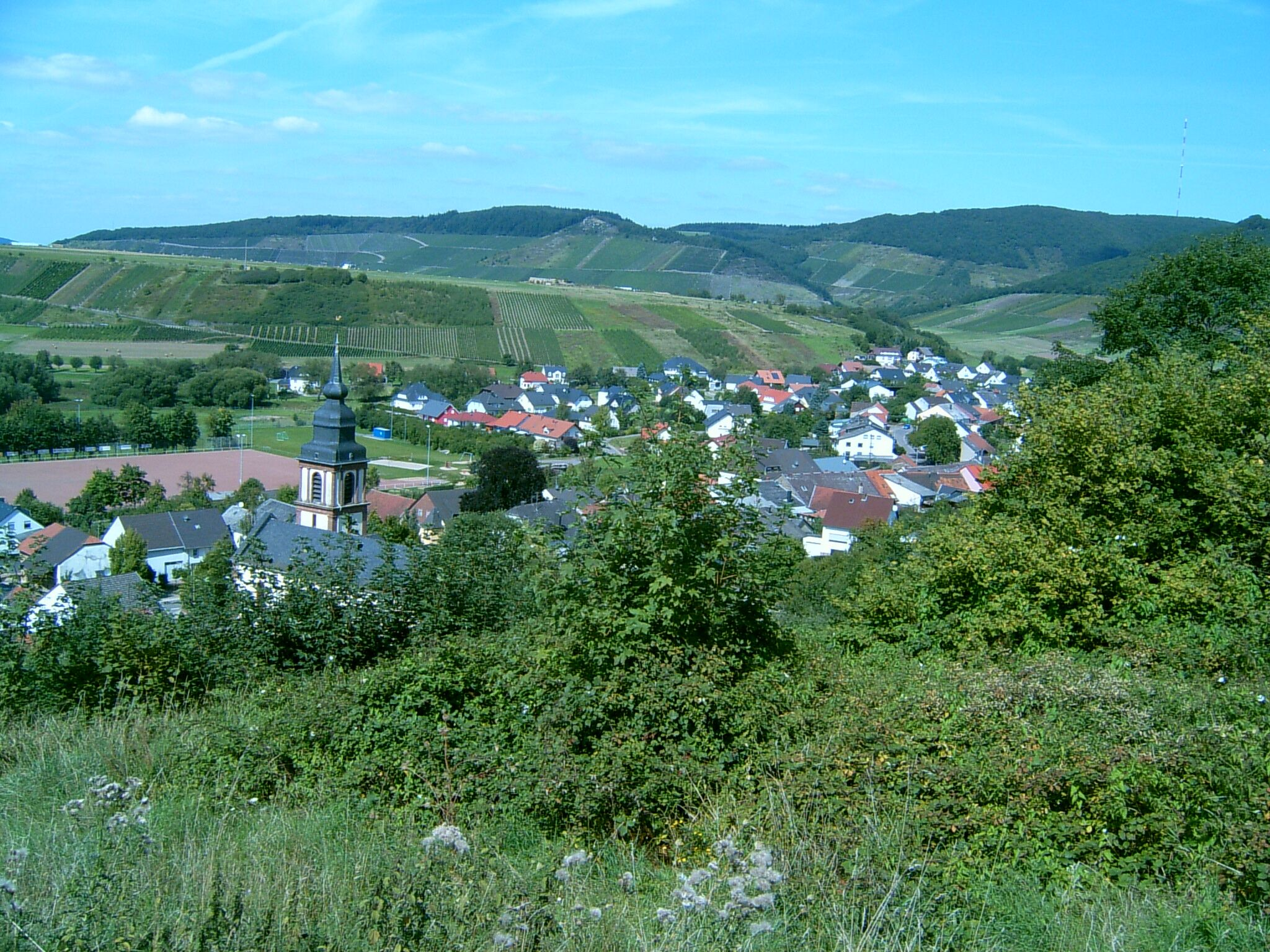
Irsch im Sommer

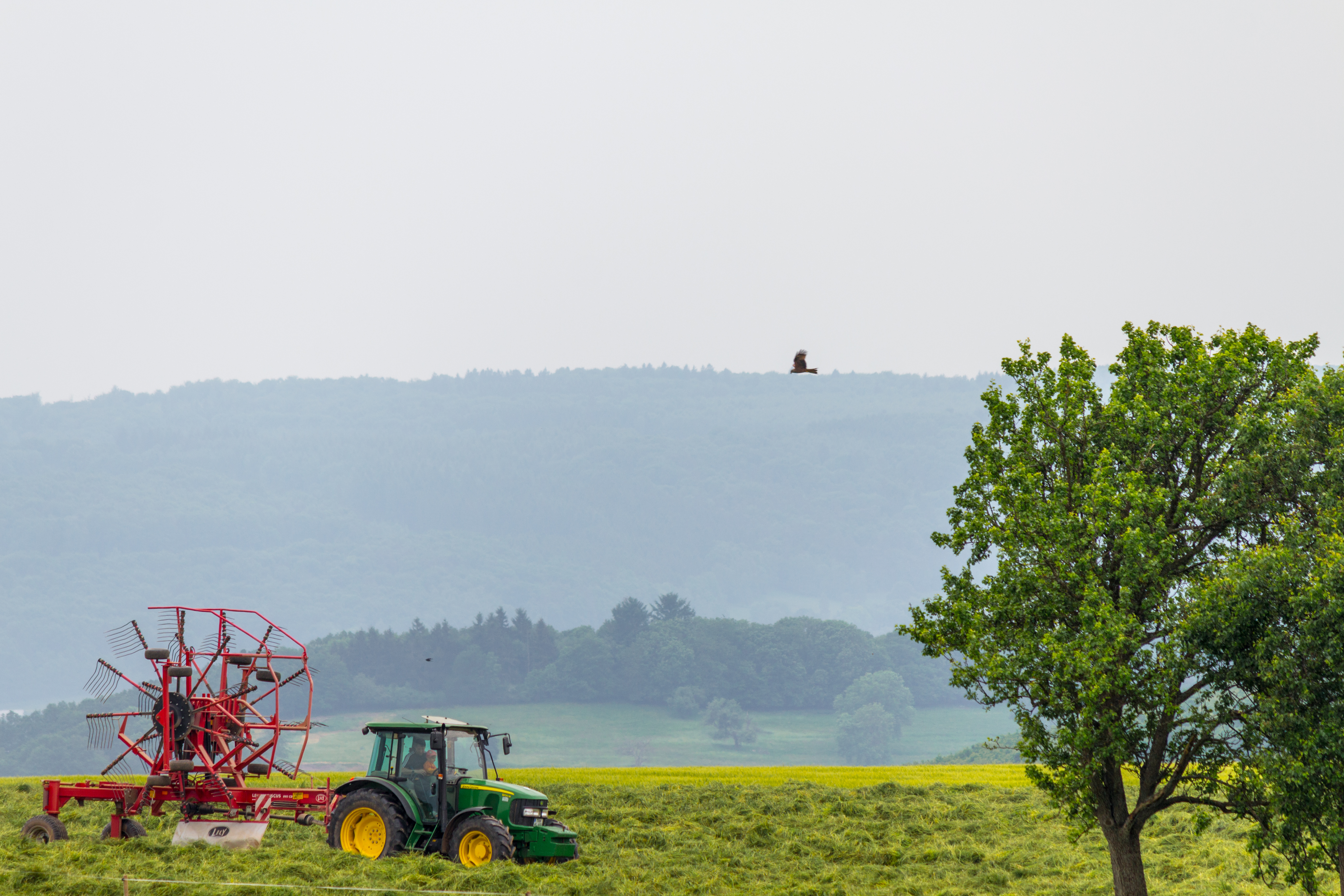
Naturpark Saar-Hunsrück bei Irsch, Mai 2015

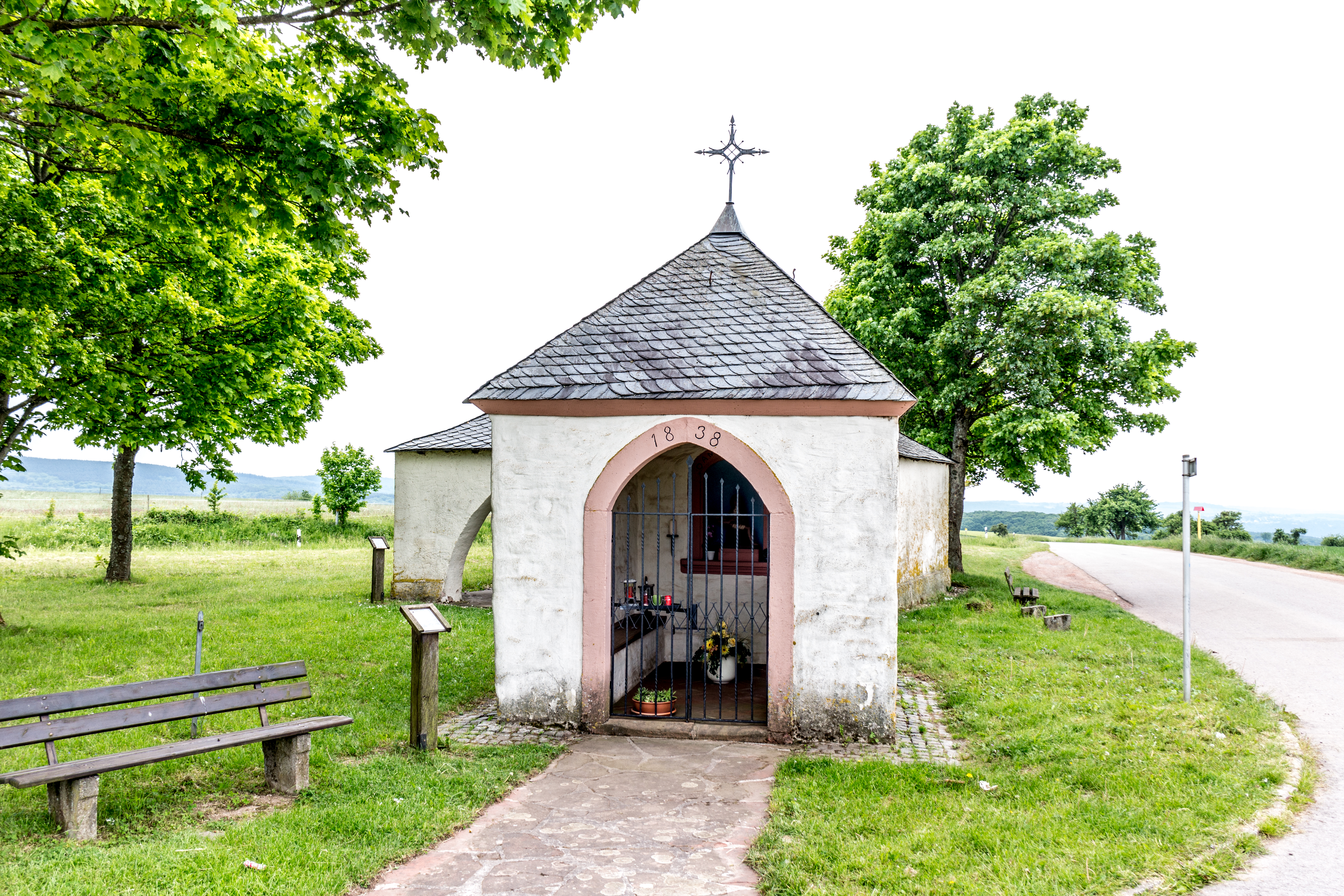
Kapelle mit Speiner Bildchen bei Irsch

Irsch ist eine Ortsgemeinde im Landkreis Trier-Saarburg in Rheinland-Pfalz. Sie gehört der Verbandsgemeinde Saarburg-Kell an.

## Geographie
Die Gemeinde liegt östlich der Saar an der Hunsrückhöhenstraße im Naturpark Saar-Hunsrück.
Durch den Ort fließen der Büsterbach und der Irscher Bach.

## Geschichte
Archäologische Funde weisen darauf hin, dass die Gemarkung von Irsch schon in der Eisenzeit und in der Römerzeit besiedelt war. Die erste urkundliche Erwähnung erfolgte im Jahr 975.
Irsch wurde 1816 Sitz der Bürgermeisterei Irsch im damaligen Landkreis Saarburg.
Am 18. Juli 1946 wurde Irsch gemeinsam mit weiteren 80 Gemeinden der Landkreise Trier und Saarburg dem im Februar 1946 von der übrigen französischen Besatzungszone abgetrennten Saargebiet angegliedert, das zu der Zeit nicht mehr dem Alliierten Kontrollrat unterstand. Am 6. Juni 1947 wurde diese territoriale Ausgliederung bis auf 21 Gemeinden wieder zurückgenommen, damit kam Irsch an das 1946 neugebildete Land Rheinland-Pfalz.

## Politik

### Gemeinderat
Der Ortsgemeinderat in Irsch besteht aus 16 Ratsmitgliedern, die bei der Kommunalwahl am 9. Juni 2024 in einer personalisierten Verhältniswahl gewählt wurden, und dem ehrenamtlichen Ortsbürgermeister als Vorsitzendem.
Die Sitzverteilung im Ortsgemeinderat:
| Wahl | SPD | CDU | FWG | Gesamt   |
| ---- | --- | --- | --- | -------- |
| 2024 | –   | 7   | 9   | 16 Sitze |
| 2019 | 3   | 6   | 7   | 16 Sitze |
| 2014 | 2   | 5   | 9   | 16 Sitze |
| 2009 | 2   | 5   | 9   | 16 Sitze |
| 2004 | 2   | 7   | 7   | 16 Sitze |

### Bürgermeister
Norbert Thielen (CDU) wurde am 29. August 2024 Ortsbürgermeister von Irsch. Bei der Direktwahl am 9. Juni 2024 war er mit einem Stimmenanteil von 84,2 % als Nachfolger von Jürgen Haag gewählt worden, nachdem Haag nicht wieder zur Wahl angetreten war.
Thielens Vorgänger Jürgen Haag (FWG) hatte das Amt im Sommer 2004 übernommen. Zuletzt bei der Direktwahl am 26. Mai 2019 war er für weitere fünf Jahre in seinem Amt bestätigt worden. Haags Vorgänger Alfred Karges (CDU) hatte das Amt bis 2004 ausgeübt.

### Wappen
Auf Antrag des Gemeinderates unter Vorsitz des Bürgermeisters Jäckels vom 9. Dezember 1951 wurde Irsch ein Wappen sowie eine gemeindeeigene Flagge verliehen.
| Wappen von Irsch | Blasonierung: „In rot über silbern schräglinks geteiltem Schilde oben eine Rebenranke mit goldener Weintraube und 2 goldenen Blättern unten eine fünfblättrige rote Rose mit goldenem Butzen und grünen Kelchblättern.“ |
| Wappen von Irsch | Wappenbegründung: Irsch ist eine uralte Weinbau treibende Gemeinde, deshalb der Rebzweig mit Weintraube. Der Ortsname ist nach Max Müller: „Die Ortsnamen im Regierungsbezirk Trier“ lateinischen Ursprungs und geht zurück auf „ibiscus“ Eibisch, eine Malvenart, die auch Stockrose genannt wird, deshalb im Wappen die rote Rose. Bei der Rückführung des Namens Irsch auf das lateinische „ibiscus“ oder ibiscum ist vermutlich ein Irrtum unterlaufen. Dieser angenommene Wortstamm von „Hibiscus“ = Eibisch wurde wahrscheinlich verwechselt mit den gallisch, treverischen Stämmen „Ivisco“, „Ivasco“ = Eibe, wie auch Eibe und Eibisch im Deutschen ähnlich klingen. Genehmigungsurkunde des Ministeriums des Inneren Rheinland-Pfalz in Mainz vom 7. Februar 1952. |

## Sehenswürdigkeiten
- Pfarrkirche St. Gervasius und St. Protasius mit Turmkapelle aus dem Jahre 1052
- Das sogenannte Mordkreuz auf dem Scharfenberg, Erinnerung an die angebliche Ermordung eines Mädchens durch drei französische Soldaten im Jahr 1813
- Speiner Bildchen, 1734 erbauter Bildstock mit Kapelle aus dem Jahr 1838 und angeschlossener Schutzhütte aus dem Jahre 1928.

Siehe auch: Liste der Kulturdenkmäler in Irsch

## Wirtschaft
Irsch ist geprägt von seinen Handwerksbetrieben. Industrielle Unternehmen gibt es nicht. Der einst dominierende Weinbau hat in den 1990er Jahren an der Saar zunehmend an Bedeutung verloren, was auch 2002 zur Schließung des 1897 gegründeten Winzervereins Irsch-Ockfen geführt hat. Zahlreiche Einwohner pendeln täglich nach Trier oder in das benachbarte Luxemburg.
Irsch gehört zum Weinbaubereich Saar im Anbaugebiet Mosel. Im Ort sind sieben Weinbaubetriebe tätig, die bestockte Rebfläche beträgt 19 ha. Etwa 90 % des angebauten Weins sind Weißweinrebsorten (Stand 2007).
Weinlagen
- Irscher Sonnenberg